# 서드 파티 개발자
서드 파티 개발자(3rd party developer) 또는 서드파티(third party)는 일반적으로 하드웨어 또는 플랫폼((platform) 생산자와 소프트웨어 개발자의 관계를 나타내는 용어로 사용된다.
하드웨어 생산자는 퍼스트 파티(first party)로, 소프트웨어 개발자는 서드 파티(third party)로 불리기도 한다. 하드웨어 생산자가 직접 소프트웨어를 개발하는 경우는 퍼스트 파티,  하드웨어 생산자인 모기업과 자사간의 관계에서의 소프트웨어 개발자라면 보통 세컨드 파티라고 부르며 하드웨어 생산자와 직접적인 관계없이 소프트웨어를 개발하는 회사를 서드 파티라고 부른다.  또는 하드웨어 생산자인 모기업과 자사간의 관계 또는 하청관계등  전혀 관련없는 소프트웨어 개발자를 써드 파티라고 부르고 제품의 사용자를 세컨드 파티(2nd party)  그리고 하드웨어 생산자인 모기업과 자사간의 관계 또는 하청관계등 여타의 관계하에 소프트웨어를 개발하는 업체를 퍼스트파티라고 표현하는등  업체별 분야별로 약간씩 서로 다른 사례나 관례를 가지고 있다.
과거 게임 개발 산업부터 PC 및 스마트폰의 개발에 이르기까지 다양한 소프트웨어 개발환경이 늘어남에 따라 약간씩  서로 다른 사례나 관례를 가지게 되었다.

## 서드파티
서드파티(third party)는 광의로는 해당 분야에 관련된 상품을 출시하거나 다른 기업의 주 기술을 이용한 파생 상품 따위를 생산하는 회사를 가리킨다. 주 기술을 보유한 대기업들이 중심 기술을 연구하는 것이 아닌 소규모의 개발자들이 주어진 규격에 맞추어 제품을 생산하는 것이다.  또는 소프트웨어(어플리케이션)들이 모여있는 온라인 스토어와 이들 사용자를 기준으로 어플리케이션 제작자를 서드파티로 보는 경우도 있을수있다. 한편 생산자와 사용자 사이에서 중개 역할을 하는 업체를 말하기도 한다. 이러한 맥락에서 제품을 기준으로 하는지 서비스를 기준으로 하던지 간에 공급자,소비자,중개자의 3각관계를 기간으로 하며 역사적으로도 사용자인 소비자를 기준으로 한 안정된 경제활동을 유지하는 한 축을 담당해 왔다.

## 서드파티 벤더
서드파티벤더(third party vendor)는 경제학 등에서 사용자와 컴퓨터 제조업자 사이에서 관련 기기나 소프트웨어를 판매하는 사람을 가리킨다.

## 같이 보기
- 비디오 게임 개발자

## 참고 문헌
- 퍼스트 파티vs써드 파티 - 전자신문
- (미래창조과학부,방통융합미래전략체계연구지정2013-42 - 모바일앱생태계활성화를위한중장기전략연구(A Study on the Mid-Long Term Activation Strategy for Mobile App Ecosystem)김재현/강민구/백종호/이경택/정미현2013. 11,(사)한국인터넷정보학회)https://www.prism.go.kr//homepage/entire/retrieveEntireDetail.do;jsessionid=0FD09381E8339C4A262DF6ECE8BABF1F.node02?cond_research_name=&cond_research_start_date=&cond_research_end_date=&research_id=1710000-201300095&pageIndex=899&leftMenuLevel=160%5B깨진+링크(과거+내용+찾기)%5D
- (한국경제-10년새 30조 시장으로 확 커진 모바일 생태계)https://www.hankyung.com/it/article/202003207442i
- (슬로우뉴스-모바일 앱 생태계 현황과 인스턴트 앱의 시사점)https://slownews.kr/67025
- 우리말샘) 서드파티 벤더, 중개자 등